# سوق (حديبو)

تعديل مصدري - تعديل

سوق هي إحدى قرى مديرية حديبو التابعة لمحافظة سقطرى، بلغ تعداد سكانها 132 نسمة حسب تعداد اليمن لعام 2004.